# Selva di Val Gardena
Selva di Val Gardena (Wolkenstein in Gröden) é uma comuna italiana da região do Trentino-Alto Ádige, província de Bolzano, com cerca de 2.524 habitantes. Estende-se por uma área de 53 km², tendo uma densidade populacional de 48 hab/km². Faz fronteira com Badia, Campitello di Fassa (TN), Canazei (TN), Corvara in Badia, San Martino in Badia, Santa Cristina Valgardena.

## Demografia
| Variação demográfica do município entre 1861 e 2011                               |
|                                                                                   |
| Fonte: Istituto Nazionale di Statistica (ISTAT) - Elaboração gráfica da Wikipedia |